# Old Dog, New Tricks
Old Dog, New Tricks je devatenáctá epizoda páté série amerického hudebního televizního seriálu Glee a v celkovém pořadí stá sedmá epizoda tohoto seriálu. Scénář napsal jeden z hlavních herců, Chris Colfer, režíroval ji Bradley Buecker a poprvé se vysílala ve Spojených státech na televizním kanálu Fox dne 6. května 2014. V této epizodě se objevily tři speciální hostující hvězdy: June Squibb, Billy Dee Williams a Tim Conway.

## Obsah epizody
Kurt Hummel (Chris Colfer) je na večeři se svými přáteli a požádá je, aby se k němu přidali na jeho pondělním koncertu, ale každý z nich má jiné plány. Rachel Berry (Lea Michele), že všude kolují drby o její nedávné absenci v představeních Funny Girl a že producenti jsou vzteky bez sebe. Santana Lopez (Naya Rivera) se nabízí, že se stane její publicistkou a navrhuje, že by měla zkusit charitativní činnost; když Rachel uvidí ženu, která cpe násilím svého psa do tašky a obviní ji, že zvíře týrá, tak si uvědomila, že našla svůj případ.
Kurt je na směně ve Starlight Diner, když ho starší žena požádá, aby přinesl plakát uvedení Petera Pana do Lexingtonského domova pro vysloužilé umělce, kde žije. Žena si všimne toho, že je Kurt smutný a nabídne se, že může poslouchat jeho problémy. Později se Kurt dozví, že se jednalo o Maggie Banks (June Squibb), bývalou broadwayskou hvězdou a ona ho pozve, aby sledoval jejich zkoušky.
V záchranné stanici Rachel a ostatní přesvědčí zaměstnance, aby ji umožnili zorganizovat charitativní koncert. Když se o tom dozví Kurt, zeptá se, jestli tam může zpívat, ale je mu dána jasná odpověď ne: zpívat budou pouze Rachel, Mercedes (Amber Riley) a Santana. Rachelin první reklamní kousek pro získání publicity na nadcházející benefiční koncert a její charitu "Broadwayské feny", a to venčení psů pro paparazzi, se ukáže jako úplná katastrofa: psi jí strhnou a táhnou několik bloků. Když se vrátí, Santana ji uklidňuje a popisuje nové kroky v jejich kampani.
Kurt navštíví zkoušku Petera Pana. Krátce po jeho příchodu se ukáže, že žena hrající roli Petera je mrtvá. Kurt se nabídne, že roli Petera ztvární, aby nemuselo být představení zrušeno, i když oni naléhají, aby nejdříve prošel konkurzem. Později navrhuje také zmodernizování hudby, aby bylo představení více svěží. Maggie dostane květiny od své dcery Clary (Melinda McGraw), která je vysoce postavená právnička a bude mimo město v době, kdy se bude muzikál uvádět. Ale zdravotní sestra Kurtovi prozradí, že Clara svou matku nenavštěvuje a že kytky si poslala sama Maggie. Kurt následně jde navštívit Claru, aby ji přesvědčil, aby na představení přišla, ale přichází na to, že Clara je stále ukřivděná, že v dětství byla zanedbávána svou ambiciózní matkou. Kurt se později dozví, že ani Rachel a Santana se nezúčastní jeho vystoupení, protože ve stejný den, i když o několik hodin později, je jejich charitativní koncert.
Sam Evans (Chord Overstreet) adoptuje štěně, které pojmenuje McConaughey a i přes Mercedesiny námitky ho vezme k nim do bytu. Štěně se dostane do všeho, když Sam spolu s Artiem (Kevin McHale) hrají videohry a štěně zničí mnoho věcí, včetně jejích bot a příčesků, a tak se Mercedes rozhodne, že štěně musí vrátit. Místo toho ovšem Sam spolupracuje s Artiem, aby McConaugheyho cvičili, což se setká s úspěchem, nakonec ovšem stejně Mercedes přesvědčí Sama, že oba dva jsou příliš zaneprázdnění na to, aby se psovi dostala pozornost, kterou potřebuje, i když si uvědomuje, že Sam by byl zodpovědný majitel.
Rachel sponzoruje událost s adoptováním zvířat, ale později to odpoledne odmítne, aby si matka se synem mohli odvést domů třínohého psa, protože s ním ještě nevyfotila reklamní fotografii. Matka jí obviní z podvodu, protože se dozvěděla o jejích dřívějších problémech s chováním.
Blaine (Darren Criss) pomáhá Kurtovi s přípravami na představení. Kurt požádá Maggie, jestli by byla jeho náhradní rodina, protože jeho newyorští přátelé se zdají být příliš zaneprázdnění. Nakonec jeden druhému dělá náhradní rodinu. Kurt volá Rachel, aby ji popřál hodně štěstí s jejím koncertem, ale ukáže se, že Rachel je se Samem a Artiem na Kurtově vystoupení. Představení jde dobře a Clara přichází právě včas, aby viděla jedno z nových muzikálových čísel, "Lucky Star". Poté se Maggie a Clara usmiřují a Rachel prozradí, že umožnila obsazení muzikálu Peter Pan, aby vystoupil na jejím benefičním koncertu ve Starlight Diner. Tato událost, kde se mísí nová i stará Broadway, je velkým úspěchem a je adoptováno mnoho psů, včetně třínohého psa a McConaugheyho.

## Seznam písní
- "I Melt with You"
- "Memory"
- "Werewolves of London"
- "Lucky Star"
- "Take Me Home Tonight"

## Hrají
| Jacob Artist     | Jake Puckerman      |
| Melissa Benoist  | Marley Rose         |
| Chris Colfer     | Kurt Hummel         |
| Darren Criss     | Blaine Anderson     |
| Blake Jenner     | Ryder Lynn          |
| Jane Lynch       | Sue Sylvester       |
| Kevin McHale     | Artie Abrams        |
| Lea Michele      | Rachel Berry        |
| Matthew Morrison | William Schuester   |
| Alex Newell      | Wade "Unique" Adams |
| Chord Overstreet | Sam Evans           |
| Naya Rivera      | Santana Lopez       |
| Becca Tobin      | Kitty Wilde         |
| Jenna Ushkowitz  | Tina Cohen-Chang    |